# 今井敬
今井 敬（いまい たかし、1929年12月23日 - ）は、日本の実業家。新日本製鐵（現・日本製鉄）相談役名誉会長、元社長。日本経済団体連合会名誉会長で、第9代経済団体連合会会長。
現在は公益財団法人国際花と緑の博覧会記念協会会長、全日本交通安全協会の会長・新潟県知事泉田裕彦後援会相談役、公益財団法人日本国際フォーラム代表理事（会長）、日本テレビホールディングス株式会社・日本テレビ放送網株式会社社外取締役などを務める。ホテルニューオータニ取締役（2019年＜平成31年＞4月1日-2020年＜令和2年＞3月31日）。

## 来歴・人物
現在の神奈川県鎌倉市に生まれる。兄は今井善衛（元通商産業事務次官）、甥に同じく経産官僚で安倍晋三総理の内閣総理大臣補佐官、首相政務担当秘書官などを務めた今井尚哉がいる。次兄は今井謙治（第1護衛隊群司令、海将補）。姉は北京大学及び九州大学農学部教授を務めた大橋育英の夫人。
1934年、鎌倉から東京に移り、兄善衛の勧めで大森区の旧制入新井尋常第一小学校に転校した。同小学校の先輩には、佐波正一や田中順一郎、林有厚ら後年の財界人がいる。その後、旧制都立第一中学校、78期海兵予科中退を経て、1946年9月旧制第一高等学校入学。一高を経て、1952年3月東京大学法学部卒業後、富士製鐵（新日鉄の前身）に入社する。
入社直後から常務取締役までほぼ一貫して原料購買など業務畑を歩み、その間、釜石製鐵所には二度勤務する。財務担当の常務時代に固定費削減を訴え、高炉13基のうち5基を休止するなど徹底的な合理化を推進。1993年の社長就任以降、財界活動で当時株主重視の論陣を張る宮内義彦（オリックス社長）らと対立し、雇用を重視しつつ「創業的大リストラ」として3000億円のコスト削減を打ち出し、アジア通貨危機など鉄鋼需要の激減時にも経常黒字を維持する強固な経営体質を築いた。
東大時代から囲碁を好み、日本棋院総裁を務める他、母校都立日比谷高校同窓会である如蘭会の会長（2004-2008年）なども務め、後任は保田博。産業構造審議会など多くの政府関係委員も歴任し、経団連会長を務めるなど財界の大物論客として知られ、読売新聞解説面の『時代の証言者』や日本経済新聞『私の履歴書』などで自叙伝を連載している。
トヨタ自動車元社長の豊田達郎は都立一中の同期にあたり、兄豊田章一郎や前任の新日本製鐵社長齋藤裕も同中学の先輩にあたる。豊田達郎とは、新日鐵がトヨタ自動車重視の方針をとっていたことから、新日鐵とトヨタの会合後に宴会をともにすることも多く、後年一中人脈の有益さを振り返っている。1998年、豊田章一郎から電話で依頼を受け、豊田の後任として関本忠弘を制して昭和生まれで初の経団連会長となる。
経団連会長を務め上げてからは次期日銀総裁の最有力候補にも擬せられた。しかし、2002年6月道路関係四公団民営化推進委員会では委員長に就任するも、7人の委員の中で最終局面で孤立した形となり退任した。

## 略歴
- 1952年（昭和27年）4月：富士製鐵入社
- 1981年（昭和56年）6月：新日鉄取締役
- 1983年（昭和58年）6月：新日鉄常務取締役
- 1989年（平成元年）6月：新日鉄代表取締役副社長
- 1993年（平成5年）6月：新日鉄取締役社長
- 1995年（平成7年）5月：社団法人経済団体連合会副会長
- 1995年（平成7年）7月：日本生命保険相互会社監査役
- 1998年（平成10年）4月：新日鉄代表取締役会長
- 1998年（平成10年）5月：経済団体連合会会長
- 1999年（平成11年）7月：日本電信電話株式会社取締役
- 2000年（平成12年）3月：株式会社新生銀行取締役
- 2001年（平成13年）5月：産業基盤整備基金会長
- 2001年（平成13年）6月：新規事業投資株式会社取締役会長
- 2002年（平成14年）5月：日本経済団体連合会名誉会長
- 2002年（平成14年）6月：日本証券金融株式会社取締役
- 2002年（平成14年）6月：内閣府道路関係四公団民営化推進委員会委員長
- 2003年（平成15年）4月：新日鉄取締役相談役名誉会長
- 2003年（平成15年）6月：新日鉄相談役名誉会長
- 2003年（平成15年）6月：株式会社ニュー・オータニ取締役
- 2004年（平成16年）7月：財団法人日本棋院総裁
- 2006年（平成18年）6月：社団法人日本原子力産業協会会長
- 2007年（平成19年）6月：日本テレビ放送網株式会社取締役
- 2007年（平成19年）6月：社団法人日本工業倶楽部理事長
- 2008年（平成20年）6月：新日鉄社友名誉会長[11]
- 2009年（平成21年）6月：株式会社東京金融取引所社外取締役
- 2013年（平成25年）9月：一般財団法人産業遺産国民会議名誉会長 [12]
- 2018年（平成30年）11月：桐花大綬章受章[13]

### その他役職
- 財団法人トヨタ財団評議員
- 財団法人さわやか福祉財団理事
- 財団法人ベターリビング会長
- 公益財団法人日本国際フォーラム会長
- 財団法人2005年日本国際博覧会顧問
- 財団法人日中友好会館理事
- 財団法人道路経済研究所名誉会長
- 財団法人癌研究会理事
- 財団法人日中経済協会名誉顧問
- 社団法人日本証券経済倶楽部理事長
- 社団法人海外鉄道技術協力協会会長
- 財団法人山の暮らし再生機構顧問
- 災害救援ボランティア推進委員会委員
- 社団法人日韓経済協会相談役
- 財団法人計算科学振興財団会長
- 財団法人地球環境産業技術研究機構会長
- 公益財団法人国際花と緑の博覧会記念協会会長
- 東アジア共同体評議会顧問
- 社団法人被害者支援都民センター顧問
- 社団法人日本租税研究協会会長
- 財団法人朝日新聞文化財団理事
- 更生保護法人日本更生保護協会理事長
- 株式会社ホテルニューオータニ取締役